# Cathédrale Saint-Colomba de Derry
Cette  cathédrale n’est pas la seule cathédrale Saint-Colomba.
La cathédrale Saint-Colomba de Derry est une cathédrale anglicane du Royaume-Uni, située en Irlande du Nord. Elle est dédiée à saint Colomba, l’un des douze apôtres de l’Irlande, qui a apporté le christianisme dans la région avant d'évangéliser l’Écosse.
Elle est l’église mère du diocèse anglican de Derry et Raphoe, et l’église de la paroisse de Templemore.

## Histoire
Elle a été construite entre 1628 et 1633 sur les plans de William Parrot, dans un style gothique. Elle est la première cathédrale protestante bâtie à la suite de la Réforme dans les îles britanniques. On trouve sur le porche l’inscription :

« If stones could speake then London's prayse should sound
Who built this church and cittie from the grounde. »

Saint Colomba a en sa possession de nombreux documents datant du siège de Derry. Parmi eux, on trouve des portraits de Guillaume III d'Angleterre, des drapeaux et les clefs originales de la ville. La cathédrale contient également un mémorial à Valentine Munbee McMaster (en), récompensé de la Croix de Victoria.

## Organistes
- 1878 – Daniel Jones
- 1912 – Sydney Weale
- 1914 – Henry Coleman
- 1921 – John T Frankland
- 1948 – Michael H Franklin
- 1968 – Neil Wade
- 1971 – Ian Barber
- 1972 – Michael Hoeg
- 1981 – Marc Rochester
- 1982 – William West
- 1988 – Alexander Best
- 1990 – William West
- 1991 – Timothy Allen
- 2002 – Jonathan Lane
- 2005 – Ian Kenneth Mills

## Illustrations

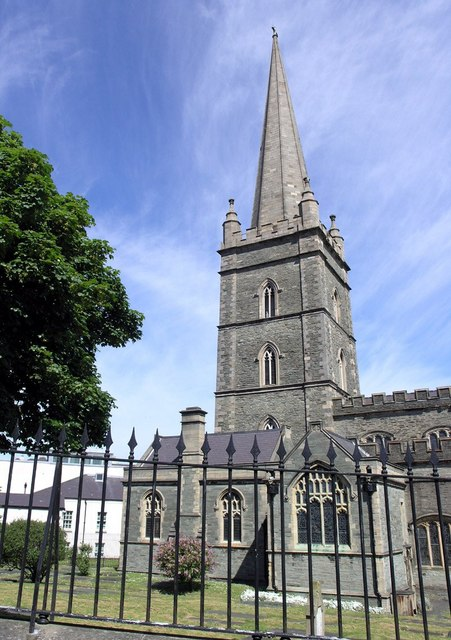
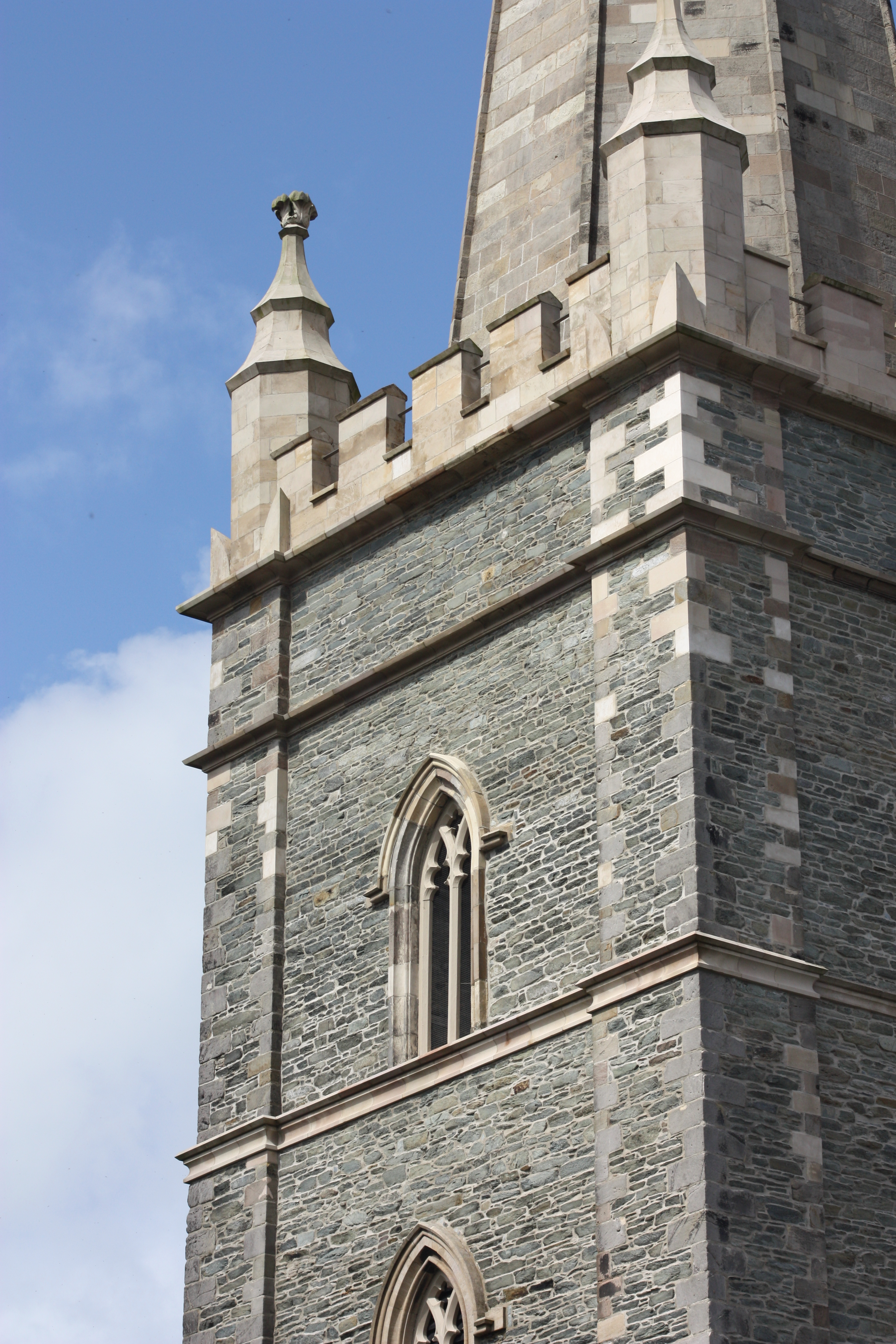
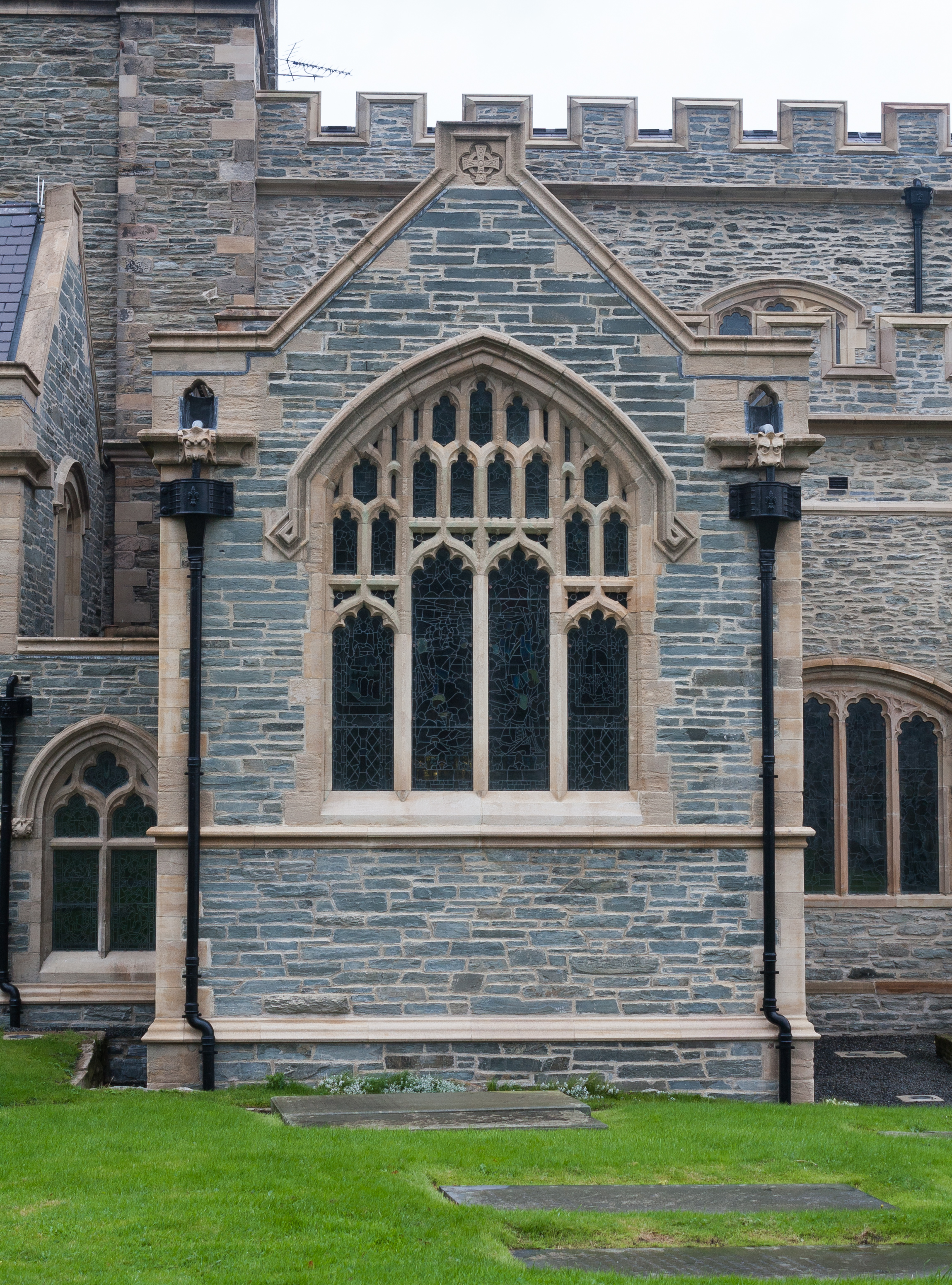
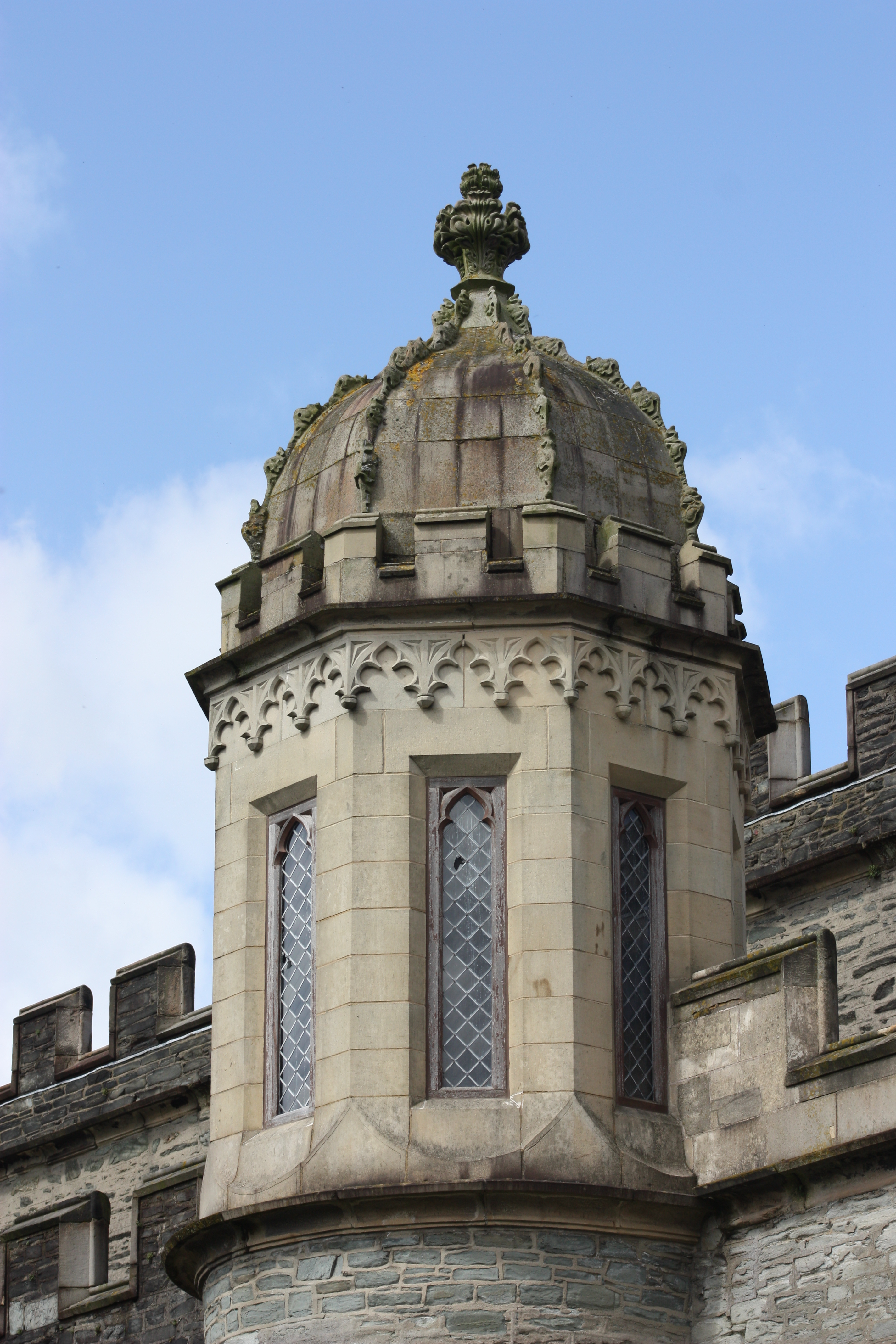
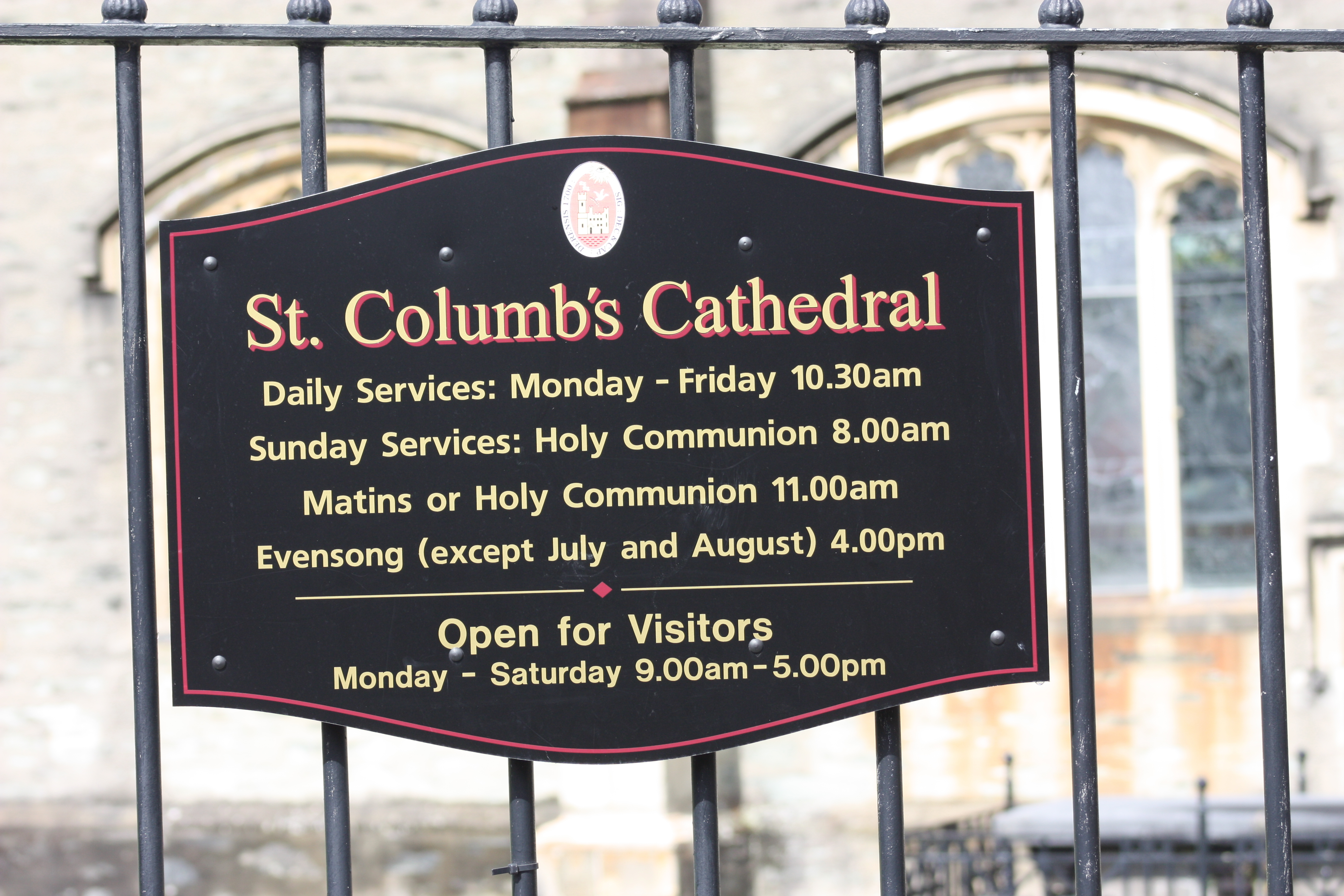
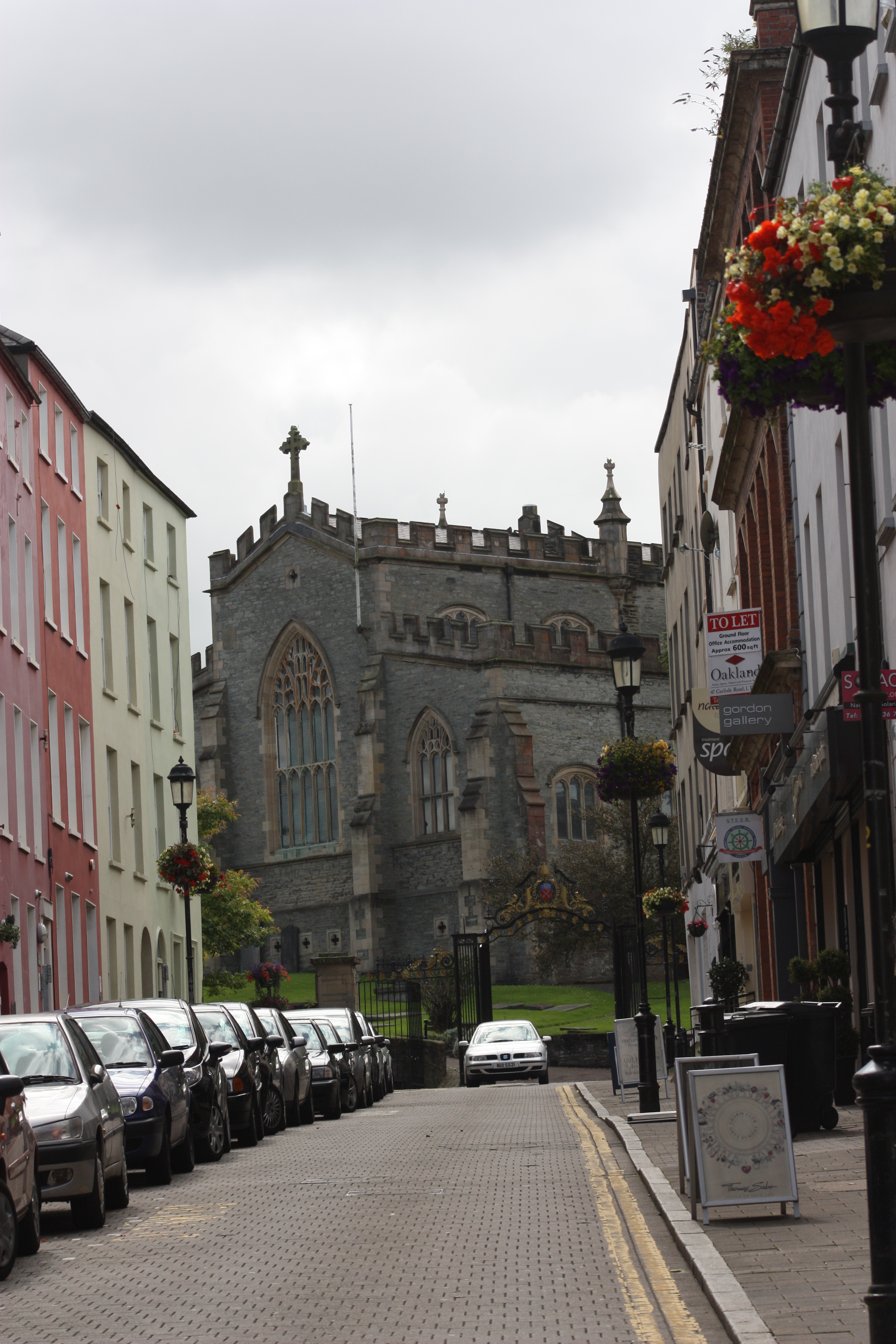
Vue depuis la ville
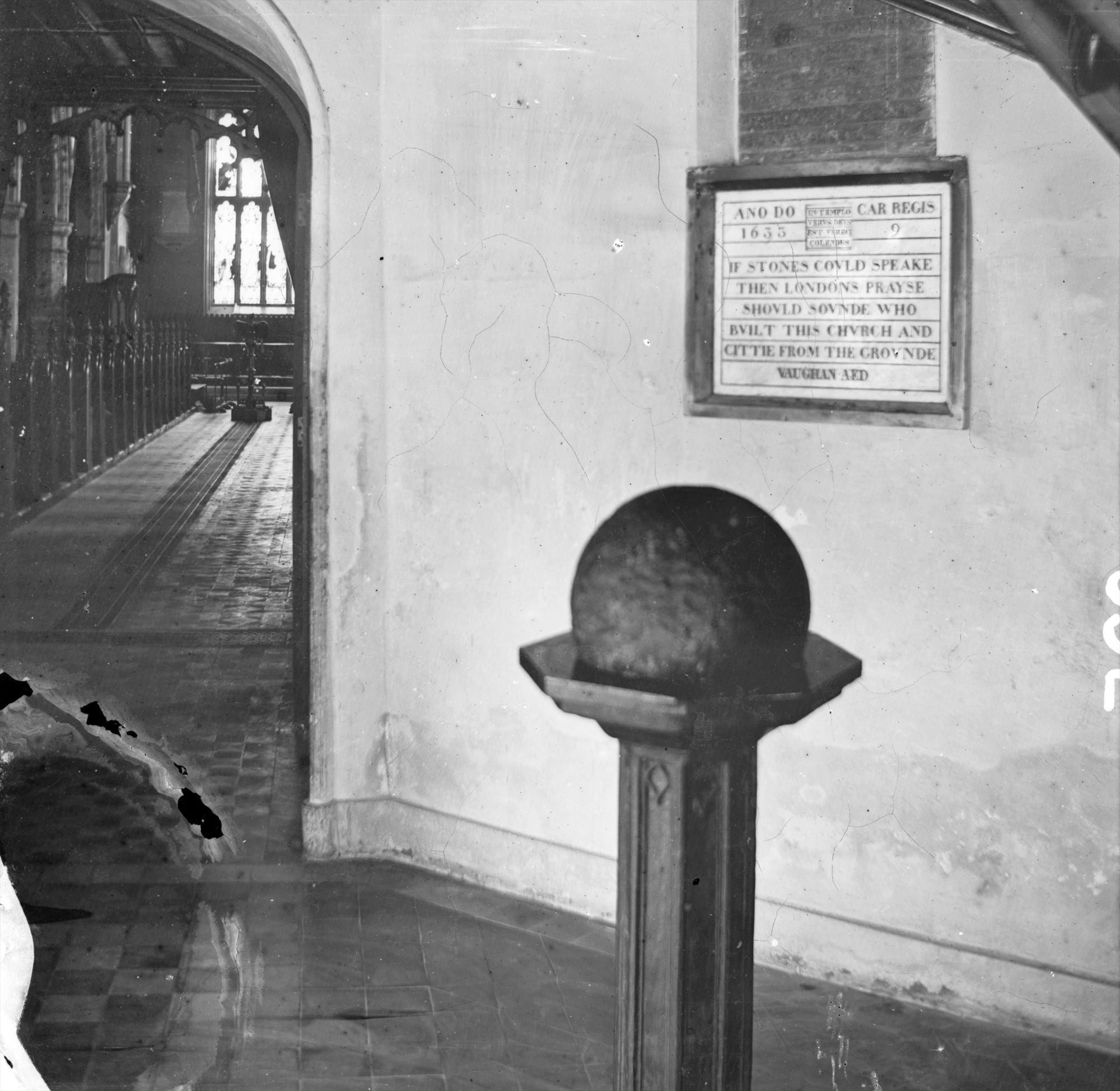
Fonts baptismaux et boulet de canon
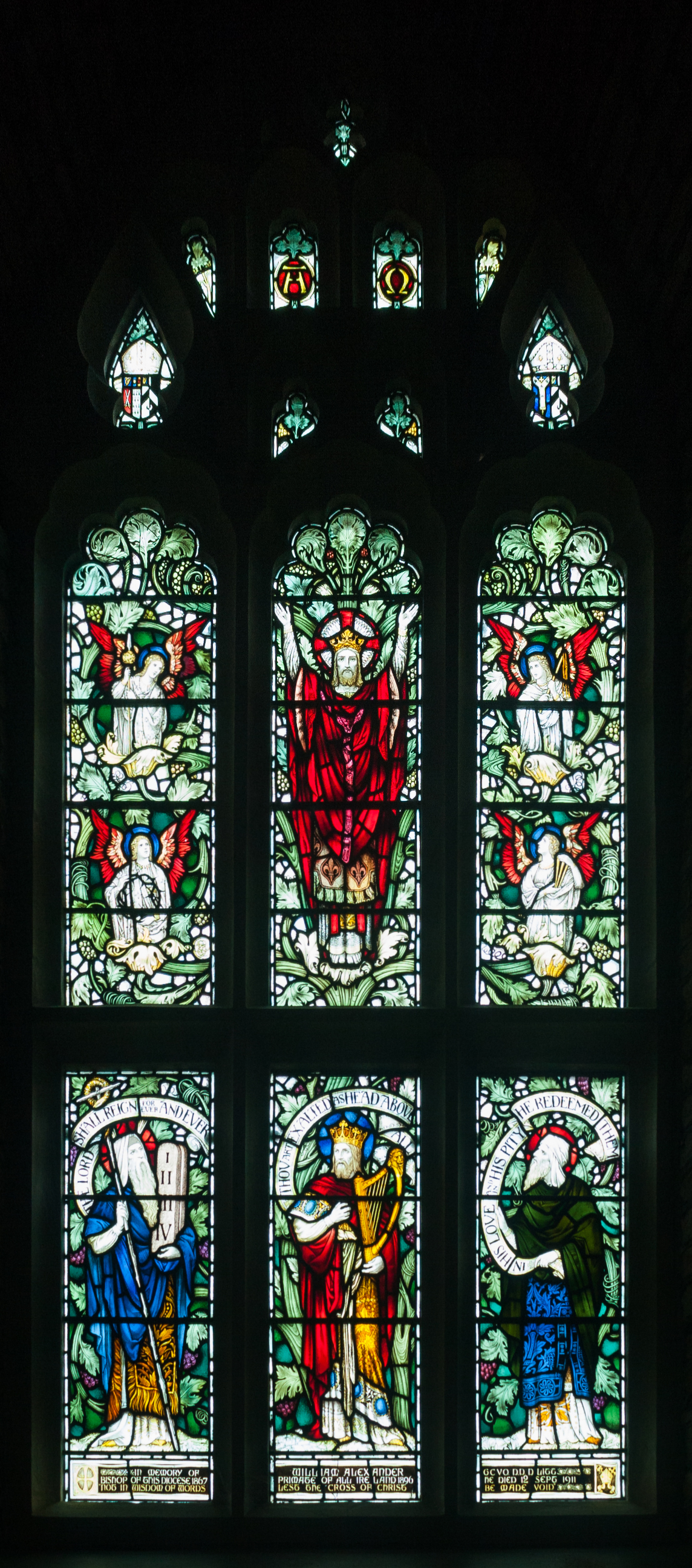
Vitrail en mémoire de William Alexander
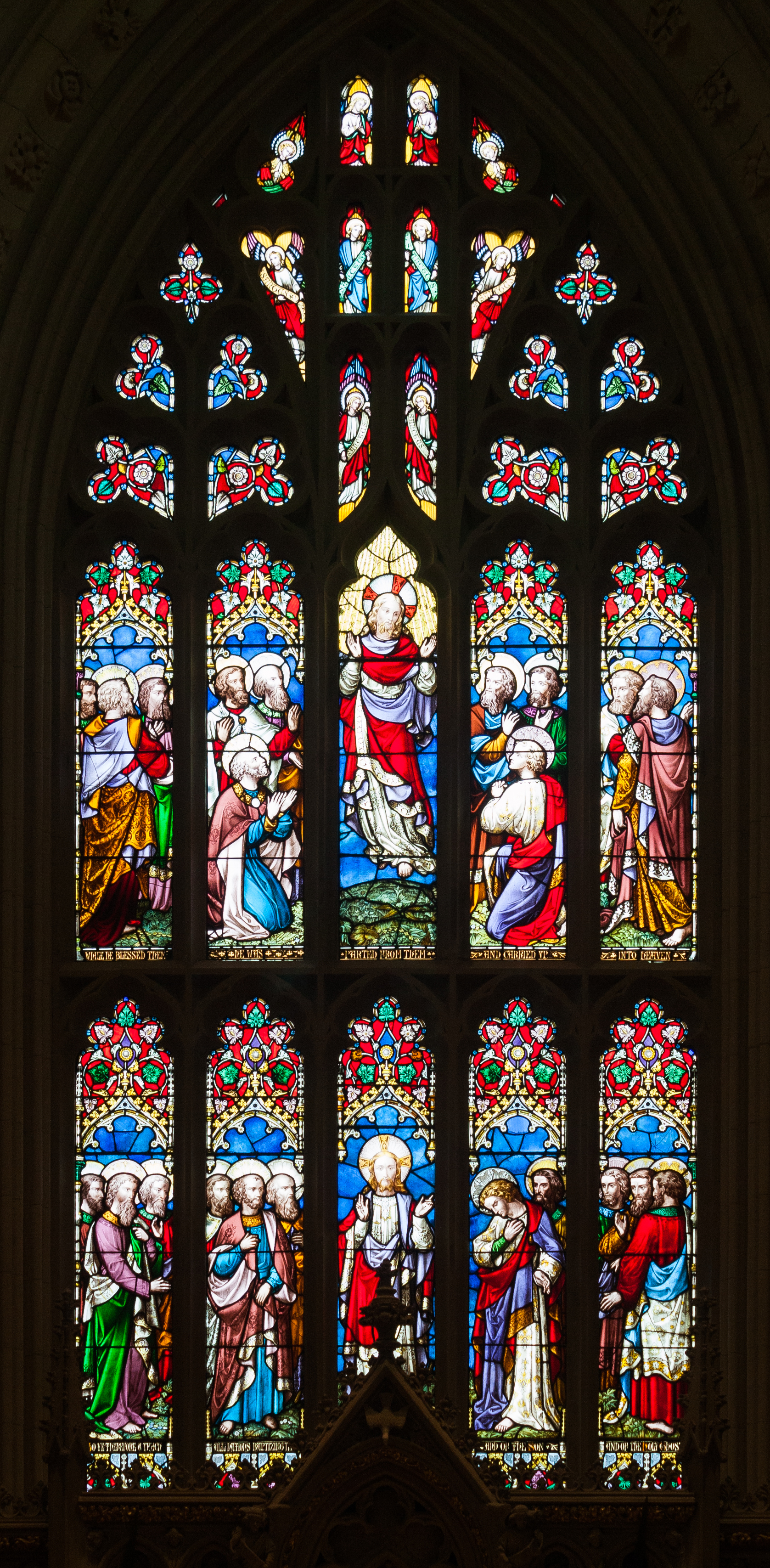
Vitrail de l'Ascension

## Source
- (en) Cet article est partiellement ou en totalité issu de l’article de Wikipédia en anglais intitulé « St Columb's Cathedral » (voir la liste des auteurs).